# (7455) Podosek
(7455) Podosek (przedtem: (7455) 1981 EQ26) – planetoida z pasa głównego asteroid okrążająca Słońce w ciągu 4 lat i 297 dni w średniej odległości 2,85 j.a. Została odkryta 2 marca 1981 roku w Obserwatorium Siding Spring w Australii przez Schelte Busa. Nazwa planetoidy została nadana na cześć Franka A. Podoska (ur. 1941), profesora Uniwersytetu Waszyngtońskiego w St. Louis.